# Fazilität
Fazilität (von lateinisch facilitās ‚Leichtigkeit‘; englisch facility) ist im Finanzwesen die Bezeichnung für die betraglich begrenzte Möglichkeit, Kredite aufnehmen oder Guthaben anlegen zu können.

## Allgemeines
Das Wort ist aus englisch Facility entlehnt, das der Internationale Währungsfonds (IWF) erstmals im Oktober 1952 für kurzfristige Kredite an seine Mitgliedstaaten benutzte. Konkret handelte es sich um Bereitschaftskreditvereinbarungen (Stand-by-facilities). Eine Stand-by-facility ist nach Artikel XXX (b) IWF-Übereinkommen das Recht eines IWF-Mitgliedstaats, nach Beschluss des IWF auf dessen „General Resources Account“ mit einem bestimmten Kreditbetrag zuzugreifen. Es handelt sich streng genommen um ein Sonderziehungsrecht, das die dem Mitgliedstaat zustehende Quote übersteigt. Diese Bereitschaftskreditvereinbarungen sind eines der Kreditinstrumente des IWF und erlauben einem IWF-Mitgliedstaat, im Bedarfsfall bei Zahlungsbilanzschwierigkeiten Devisen bis zu einem bestimmten Höchstbetrag abzurufen.

## Weitere Fazilitäten des IWF
Im Laufe der Zeit richtete der IWF zusätzliche Fazilitäten ein. Eine weitere „reguläre Fazilität“ ist die „Erweiterte IWF-Fazilität“ (englisch extended fund facility, EFF), die seit 1974 zur Behebung strukturbedingter Ungleichgewichte in Zahlungsbilanzen (Zahlungsbilanzdefizite) dient. Über die regulären IWF-Fazilitäten hinaus gab es ab 1987 auch „konzessionäre Hilfen“ durch die Fazilität zur Kompensierung bei Exporterlösausfällen (englisch compensatory financing facility, CFF; 1963), die Systemtransformationsfazilität (englisch systemic transformation facility, STF; 1993), die Armutsbekämpfungs- und Wachstumsfazilität (englisch poverty reduction and growth facility, PRGF; 1999) und Sonderfazilitäten wie die Fazilität zur Stärkung von Währungsreserven (englisch supplemental reserve facility, SRF; 1997) und die Vorsorgliche Kreditlinie (englisch contingent credit line, CCL; 1999).

## Kreditlinie
Den Begriff „Fazilität“ übernahm schließlich der internationale Kreditverkehr, wo es die Revolving Credit Facility, Stand-by-facility, Roll-over-Kredit-Fazilität oder die Transferable Loan Facilities gibt, die in Deutschland als Anglizismus übernommen wurden. Im deutschen Bankwesen setzte sich allgemein im Kreditgeschäft mit Nichtbanken zunehmend als Alternativbegriff die Kreditlinie durch, wo sie bei Kontokorrent-, Dispositions-, Lombardkrediten oder Effektenlombardkrediten als Synonym gebraucht wird. Auch – ganz oder teilweise – nicht ausgenutzte Kreditzusagen werden als Kreditlinien bezeichnet. Die Kapitaladäquanzverordnung (englische Abkürzung CRR) verwendet abwechselnd den Begriff Kreditlinie oder Fazilität (Art. 166 Abs. 8a CRR, Art. 265 Abs. 3 CRR).

## Fazilitäten der Europäischen Zentralbank
Die Satzung des Europäischen Systems der Zentralbanken (ESZB) sieht so genannte „Ständige Fazilitäten“ (englisch standing facility) vor, worunter im Eurosystem die Einlagefazilität und die Spitzenrefinanzierungsfazilität fallen. Diese Fazilitäten stehen den Geschäftsbanken dauerhaft zur Verfügung und können bei Bedarf genutzt werden. Die ständigen Fazilitäten dienen dazu, Übernachtliquidität bereitzustellen oder zu absorbieren. Die Zinssätze der ständigen Fazilitäten bilden einen Zinskorridor, innerhalb dessen sich der Tagesgeldzins auf dem Geldmarkt bewegt. Als Leitzins signalisieren sie den allgemeinen Kurs der Geldpolitik. Die ständigen Fazilitäten werden dezentral von den nationalen Zentralbanken verwaltet.
Nach Art. 21.1 des Vertrags über die ESZB sind Überziehungs- oder andere Kreditfazilitäten der EZB oder des ESZB gegenüber EU-Mitgliedstaaten, Gebietskörperschaften oder öffentlichen Unternehmen/Kommunalunternehmen untersagt.

### Einlagefazilität
Geschäftsbanken können überschüssige Liquidität als Sichteinlagen (Bankguthaben außerhalb des Mindestreserveguthabens) unbeschränkt beim ESZB bis zum Beginn des nächsten Geschäftstages zum Zinssatz der Einlagefazilität (englisch deposit facility) anlegen (Tagesgeld). Die Anlage kann geschäftstäglich bis zum festgesetzten Zeitpunkt unter Verwendung des TARGET2-Kommunikationskanals beantragt werden. Die Einlage ist mit den aufgelaufenen Zinsen zu Beginn des auf die Anlage folgenden Geschäftstages fällig und wird dem Konto, von dem die Einlage abgebucht wurde, wieder gutgeschrieben.

### Spitzenrefinanzierungsfazilität
Das ESZB gewährt Geschäftsbanken bei Kreditbedarf gegen notenbankfähige Sicherheiten einen Übernachtkredit (englisch overnight credit) bis zum Beginn des nächsten Geschäftstages zum Spitzenrefinanzierungssatz. Der Übernachtkredit kann geschäftstäglich bis zum festgesetzten Zeitpunkt über den TARGET2-Kommunikationskanal beantragt werden. Eine am Ende eines Geschäftstages bestehende Kontoüberziehung gilt als Antrag auf Inanspruchnahme eines Übernachtkredits in Höhe der Überziehung. Die Geschäftsbanken können sich jederzeit Liquidität im Rahmen der Beleihungsgrenze ihrer hinterlegten Kreditsicherheiten beschaffen und damit Liquiditätsengpässe vermeiden. Sinn und Zweck dieses Instrumentes ist vornehmlich die Liquiditätssicherung der Geschäftsbanken und die Einhaltung der gesetzlichen Vorschriften zur Mindestreserve.

## Emissions-Fazilitäten
Es gibt Fazilitäten (Kreditlinien), die Kreditinstitute als Underwriter ihren – mit erstklassiger Bonität versehenen – Firmenkunden zwecks Emission von nicht börsenfähigen Geldmarktpapieren (englisch notes) zur Verfügung stellen. Diese Papiere besitzen eine Laufzeit von 6 Monaten und können durch verschiedene Emissionsformen auf den Geldmarkt gebracht werden. Die Kreditlinie der Revolving Underwriting Facility (RUF) steht dem Firmenkunden für eine revolvierende Ausnutzung zur Verfügung, die hiervon abgeleitete Note Issuance Facility (NIF) kann nur einmalig genutzt werden. Weitere, modifizierte Formen sind die Transferable Revolving Underwriting Facility (TRUF) und Varianten wie Prime Underwriting Facility (PUF) oder Global Revolving Underwriting Facility (GRUF).

## Sonstige Fazilitäten
In Art. 143 Abs. 2 AEUV ist vorgesehen, dass EU-Mitgliedstaaten mit Zahlungsbilanzschwierigkeiten Beistand durch die Gemeinschaft erhalten können. In Konkretisierung dieser Bestimmung wurde die Fazilität des mittelfristigen finanziellen Beistands zur Stützung der Zahlungsbilanzen der Mitgliedstaaten als Verordnung (EG) Nr. 332/2002 vom 18. Februar 2002 erlassen, die eine auf 12 Milliarden Euro begrenzte Darlehens-Fazilität für Mitgliedstaaten vorsieht, die nicht den Euro als nationale Währung eingeführt haben. Der zuständige Rat für Wirtschaft und Finanzen (ECOFIN) beschloss 2009 wegen der Finanzkrise ab 2007 zweimal die Obergrenze des Fonds von 12 auf insgesamt 50 Milliarden Euro anzuheben. Ziel der Fazilität ist es, jedem Land der Eurozone in Krisenzeiten finanzielle Hilfe zu gewähren. Profitiert haben bisher davon Lettland (3,1 Milliarden Euro), Ungarn (6,5 Milliarden Euro) und Rumänien (5 Milliarden Euro).
Die im Juni 2010 gegründete Europäische Finanzstabilisierungsfazilität (EFSF) ist eine Aktiengesellschaft (französisch société anonyme) nach luxemburgischem Recht mit Sitz in der Stadt Luxemburg und diente als provisorischer vorläufiger Stabilisierungsmechanismus; sie ist im Juli 2013 in den Europäischen Stabilitätsmechanismus (ESM) als einzige Institution für die finanzielle Unterstützung von Mitgliedstaaten des Euroraums übergegangen und Teil des Euro-Rettungsschirms. 
Kreditfazilitäten werden auch die Zusagen von Regierungen oder internationalen Organisationen (beispielsweise Entwicklungsbanken) genannt, die in bestimmten Fällen begrenzte Finanzhilfen (finanzielle Fördermittel) oder Kredite zur Verfügung stellen, etwa zur Bewältigung von Naturkatastrophen oder in Krisenfällen.